# Босна и Херцеговина на Летњим олимпијским играма 2012.
Босна и Херцеговина на Летњим олимпијским играма 2012. у Лондону учествује по 6. пут као самостална земља.
БиХ је на Играма у Лондону представљало укупно 6 спортиста (4 мушкарца и 2 жене) који су се такмичили у 4 спорта (атлетика, џудо, стрељаштво и пливање).
Најмлађи учесник у тиму Босне и Херцеговине била је пливачица Ивана Нинковић са 16 год и 228 дана, а најстарији петорстуки учесник на ЛОИ стрелац Неџад Фазлија са 44 год и 164 дана. Занимљиво је да су ови спортисту уједно били најмлађи и настарији представници Босне и Херцеговине на свих шест Летњих олимпијских игара на којима је БиХ учествовала.
Заставу Босне и Херцеговине на церемонији отварања Игара је носио џудиста Амер Мекић, који је био барјактар и на Играма у Пекингу 2008.

## Учесници по спортовима
| Спорт      | Мушкарци | Жене | Укупно |
| ---------- | -------- | ---- | ------ |
| Атлетика   | 1        | 1    | 2      |
| Пливање    | 1        | 1    | 2      |
| Стрељаштво | 1        | 0    | 1      |
| Џудо       | 1        | 0    | 1      |
| Укупно     | 4        | 2    | 6      |

## Атлетика
Мушкарци
| Атлетичар   | Дисциплина | Лични рекорд | Група    | Група     | Четвртфинале | Четвртфинале | Полуфинале | Полуфинале | Финале               | Финале       | Детаљи |
| Атлетичар   | Дисциплина | Лични рекорд | Резултат | Место     | Резултат     | Место        | Резултат   | Место      | Резултат             | Место        | Детаљи |
| ----------- | ---------- | ------------ | -------- | --------- | ------------ | ------------ | ---------- | ---------- | -------------------- | ------------ | ------ |
| Кемал Мешић | кугла      | 20,71        | 19,60    | 18 у гр А |              |              |            |            | Није се квалификовао | 24 / 37 (40) |        |

Жене
| Атлетичарка   | Дисциплина | Лични рекорд | Група    | Група | Четвртфинале | Четвртфинале | Полуфинале | Полуфинале | Финале             | Финале             | Детаљи             | Напомена |
| Атлетичарка   | Дисциплина | Лични рекорд | Резултат | Место | Резултат     | Место        | Резултат   | Место      | Резултат           | Место              | Детаљи             | Напомена |
| ------------- | ---------- | ------------ | -------- | ----- | ------------ | ------------ | ---------- | ---------- | ------------------ | ------------------ | ------------------ | -------- |
| Лусија Кимани | маратон    | 2:34:57 НР   |          |       |              |              |            |            | Није завршила трку | Није завршила трку | Није завршила трку |          |

## Пливање
Пливачи Босне и Херцеговине учеествовали су захваљујући спедијалним позивницама организоатора као перспективни пливачи.
Мушкарци
| Пливач       | Дисциплина     | Лич. рек. | Квалификације | Квалификације | Полуфинале            | Полуфинале            | Финале                | Финале  | Детаљи |
| Пливач       | Дисциплина     | Лич. рек. | Време         | Пласман       | Време                 | Пласман               | Време                 | Пласман | Детаљи |
| ------------ | -------------- | --------- | ------------- | ------------- | --------------------- | --------------------- | --------------------- | ------- | ------ |
| Енсар Хајдер | 200 м мешовито | 2:04,21   | 2:05,70       | 4 у гр. 1     | Није се квалификовала | Није се квалификовала | Није се квалификовала | 36/36   |        |

Жене
| Пливач         | Дисциплина  | Лич. рек. | Квалификације | Квалификације | Полуфинале            | Полуфинале            | Финале                | Финале  | Детаљи |
| Пливач         | Дисциплина  | Лич. рек. | Време         | Пласман       | Време                 | Пласман               | Време                 | Пласман | Детаљи |
| -------------- | ----------- | --------- | ------------- | ------------- | --------------------- | --------------------- | --------------------- | ------- | ------ |
| Ивана Нинковић | 100 м прсно | 1:11,19   | 1:14,04       | 1 у гр. 4     | Није се квалификовала | Није се квалификовала | Није се квалификовала | 41/46   |        |

## Стрељаштво
Мушкарци
| Стрелац       | Дисциплина         | Квалификације             | Квалификације | Финале               | Финале  | Детаљи |
| Стрелац       | Дисциплина         | Резултат                  | Пласман       | Резултат             | Пласман | Детаљи |
| ------------- | ------------------ | ------------------------- | ------------- | -------------------- | ------- | ------ |
| Неџад Фазлија | 10 м вазд. пушка   | 585                       | 44            | Није се квалификовао | 44/47   |        |
| Неџад Фазлија | 50 м пушка тростав | 1.149 (Л-392+С-372+К-385) | 38            | Није се квалификовао | 38/40   |        |
| Неџад Фазлија | 50 м пушка лежећи  | 587                       | 45            | Није се квалификовао | 45/50   |        |

- Л = лежећи, С = стојећи, К = клечећи

## Џудо
| Џудиста    | Дис.     | Квалификације | 1. коло                                | 1/8 финала           | 1/4 финала           | Полуфинале           | Финале               | Репесаж 1            | Репесаже 1/4 финале  | Репесаж полуфинале   | Меч за бронзу        | Поз. |
| Џудиста    | Дис.     | Против. Рез.  | Противник Резултат                     | Против. Рез.         | Против. Рез.         | Против. Рез.         | Против. Рез.         | Против. Рез.         | Против. Рез.         | Против. Рез.         | Против. Рез.         | Поз. |
| ---------- | -------- | ------------- | -------------------------------------- | -------------------- | -------------------- | -------------------- | -------------------- | -------------------- | -------------------- | -------------------- | -------------------- | ---- |
| Амел Мекић | − 100 кг |               | Hwang H-t Јужна Кореја · Пор 0002–0021 | Није се квалификовао | Није се квалификовао | Није се квалификовао | Није се квалификовао | Није се квалификовао | Није се квалификовао | Није се квалификовао | Није се квалификовао |      |